# Can Pixerrelles
Can Pixerrelles és una masia de la Cellera de Ter (Selva) inclosa a l'Inventari del Patrimoni Arquitectònic de Catalunya.

## Descripció
Masia formada per diverses ampliacions i modificacions parcials. L'edifici principal és de dues plantes i vessants a laterals.
Té les obertures rectangulars i emmarcades de pedra que, a la façana són de permòdols. Algunes finestres són de pedra sorrenca i altres, renovades, de rajols i ciment.
Es conserven restes de l'antiga era i d'un paller, modificats i adaptats a les modernes necessitats.

## Història
A l'entorn de finals del segle xviii i principis del XIX, el mas de Can Pixarrelles fou propietat, per herència i donació, de l'Hospici de Girona. Potser per aquesta raó encara es conserven a les golfes dibuixos i gravats infantils senzills fets en negre i vermell.
Modernament, el mas rep el nom de Can Reig, que és el nom de la família que hi viu.
A l'interior hi ha uns emmarcaments de pedra amb el nom REIG i la data 1980.
A una llinda de finestra del lateral meridional, a sobre del pati, hi ha inscrita la data de 1596.